# 청주 청녕각
청주 청녕각(淸州 淸寧閣)은 충청북도 청주시 상당구, 상당구청 내에 있는 조선시대의 청주목 관청 건축물이다. 1982년 12월 17일 충청북도의 유형문화재 제109호로 지정되었다.

## 개요
동헌은 조선시대에 지방장관인 감사나 수령이 공무를 집행하던 곳으로 관청의 중심건물이다.
조선시대의 청주목 관청건물은 동헌을 비롯해서 객관·향사당 등 많은 건물이 있었으나 현재는 건물 한 채만 남고 모두 없어졌다. 기록에 의하면 영조(재위 1724∼1776) 때는 근민헌이라 했으며 고종 5년(1868)에는 이덕수가 다시 지으면서 청녕각이라 하였다. 현재 남아있는 건물의 기와에 순조 25년(1825)에 관청을 지었다는 글이 있는 것으로 보아 현재의 건물은 그 때 다시 지은 것임을 알 수 있다. 앞면 7칸·옆면 4칸으로 1층이며 옆면이 여덟 팔(八)자 모양으로 가장 화려한 팔작지붕이다.
청주목사가 있던 관청의 동헌 건물로는 격식이 낮고 왜소해 보이나 조선 후기 지방 관청건축을 원형대로 보여주는 귀중한 자료이다. 현재는 군청사의 일부로 이용하고 있어 본래의 모습을 잃고 있으나, 관아의 전체구조를 알려주는 자료로서도 매우 중요하다.

## 명칭 변경
당초 문화재 명칭이 청주동헌으로 지정되었으나, 2013년 1월 18일 현판명을 고려하여 현재의 문화재 명칭으로 변경되었다.

## 참고 자료
- 청주 청녕각 - 국가유산청 국가유산포털